# Ивановци (Љиг)
Ивановци су насеље у Србији у општини Љиг у Колубарском округу. Према попису из 2022. било је 308 становника.
Овде су рођени Алек Марјано, дечији писац, хумориста и сатиричар и Милован Данојлић, књижевник, песник и академик.

## Демографија
У насељу Ивановци живи 392 пунолетна становника, а просечна старост становништва износи 46,1 година (44,7 код мушкараца и 47,3 код жена). У насељу има 148 домаћинстава, а просечан број чланова по домаћинству је 3,16.
Ово насеље је великим делом насељено Србима (према попису из 2002. године), а у последња три пописа, примећен је пад у броју становника.
|  |

| Демографија | Демографија | Демографија |
| Година      | Становника  | Становника  |
| ----------- | ----------- | ----------- |
| 1948.       | 839         |             |
| 1953.       | 981         |             |
| 1961.       | 764         |             |
| 1971.       | 683         |             |
| 1981.       | 626         |             |
| 1991.       | 539         | 537         |
| 2002.       | 468         | 473         |

| Етнички састав према попису из 2002.‍ | Етнички састав према попису из 2002.‍ | Етнички састав према попису из 2002.‍ | Етнички састав према попису из 2002.‍ | Етнички састав према попису из 2002.‍ |
| ------------------------------------ | ------------------------------------ | ------------------------------------ | ------------------------------------ | ------------------------------------ |
|                                      |                                      |                                      |                                      |                                      |
| Срби                                 | Срби                                 |                                      | 467                                  | 99,78%                               |
| непознато                            | непознато                            |                                      | 0                                    | 0,0%                                 |

| Година пописа     | 1948. | 1953. | 1961. | 1971. | 1981. | 1991. | 2002. |
| ----------------- | ----- | ----- | ----- | ----- | ----- | ----- | ----- |
| Број домаћинстава | 164   | 202   | 176   | 176   | 184   | 161   | 148   |

| Број чланова      | 1  | 2  | 3  | 4  | 5  | 6  | 7 | 8 | 9 | 10 и више | Просек |
| ----------------- | -- | -- | -- | -- | -- | -- | - | - | - | --------- | ------ |
| Број домаћинстава | 33 | 40 | 21 | 15 | 14 | 15 | 8 | 2 | 0 | 0         | 3,16   |

| Пол    | Укупно | Неожењен/Неудата | Ожењен/Удата | Удовац/Удовица | Разведен/Разведена | Непознато |
| ------ | ------ | ---------------- | ------------ | -------------- | ------------------ | --------- |
| Мушки  | 198    | 50               | 130          | 10             | 6                  | 2         |
| Женски | 209    | 21               | 129          | 52             | 6                  | 1         |
| УКУПНО | 407    | 71               | 259          | 62             | 12                 | 3         |

| Пол    | Укупно                    | Пољопривреда, лов и шумарство | Рибарство                            | Вађење руде и камена | Прерађивачка индустрија       |
| ------ | ------------------------- | ----------------------------- | ------------------------------------ | -------------------- | ----------------------------- |
| Мушки  | 152                       | 99                            | 0                                    | 2                    | 13                            |
| Женски | 114                       | 97                            | 0                                    | 0                    | 2                             |
| УКУПНО | 266                       | 196                           | 0                                    | 2                    | 15                            |
| Пол    | Производња и снабдевање   | Грађевинарство                | Трговина                             | Хотели и ресторани   | Саобраћај, складиштење и везе |
| Мушки  | 4                         | 14                            | 6                                    | 0                    | 7                             |
| Женски | 0                         | 2                             | 3                                    | 1                    | 1                             |
| УКУПНО | 4                         | 16                            | 9                                    | 1                    | 8                             |
| Пол    | Финансијско посредовање   | Некретнине                    | Државна управа и одбрана             | Образовање           | Здравствени и социјални рад   |
| Мушки  | 0                         | 0                             | 1                                    | 2                    | 0                             |
| Женски | 0                         | 0                             | 0                                    | 3                    | 0                             |
| УКУПНО | 0                         | 0                             | 1                                    | 5                    | 0                             |
| Пол    | Остале услужне активности | Приватна домаћинства          | Екстериторијалне организације и тела | Непознато            | Непознато                     |
| Мушки  | 1                         | 0                             | 0                                    | 3                    | 3                             |
| Женски | 3                         | 0                             | 0                                    | 2                    | 2                             |
| УКУПНО | 4                         | 0                             | 0                                    | 5                    | 5                             |